# Caja Sullana
Caja Sullana fue una caja de ahorros peruana con sede en la ciudad de Sullana. Fue fundada el 19 de diciembre de 1986, y fue disuelta el 14 de julio de 2024 por la Superintendencia de Banca, Seguros y AFP.

## Historia
Caja Sullana fue creada el 19 de diciembre de 1986, luego de la autorización de la Superintendencia de Banca y Seguros a través de la resolución SBS n.º 679/86 el 13 de noviembre de ese mismo año. Mediante la resolución SBS n.º 274-98, el 11 de marzo de 1998 se convirtió en una sociedad anónima.

### Disolución
El 11 de julio de 2024, Caja Sullana fue intervenida por la Superintendencia de Banca, Seguros y AFP debido al deterioro de su solvencia, al igual que debido a las millonarias pérdidas registradas desde los últimos siete años. Más tarde, la SBS declaró la disolución de Caja Sullana el 14 de julio. Posteriormente, se inició el proceso de liquidación de Caja Sullana. Tras un concurso público organizado por la SBS entre Caja Piura y Caja Huancayo, Caja Piura terminó ganando el concurso de licitación, asumiendo los activos y pasivos de CMAC Sullana. Posteriormente, Caja Piura inició el proceso de transferencia de los clientes de la extinta Caja Sullana a la cartera de la entidad financiera piurana.